# Čechynce
Čechynce (Hongaars: Nyitracsehi) is een Slowaakse gemeente in de regio Nitra, en maakt deel uit van het district Nitra.
Čechynce telt 1.058 inwoners.
Tot in de jaren 2000 waren de Hongaren in de meerderheid (2001- 1024 inwoners waarvan 550 Hongaren en 467 Slowaken). Tijdens de laatste volkstelling in 2011 waren en 1050 inwoners waarvan 552 Slowaken en 475 Hongaren. De gemeente wordt soms gerekend tot de Hongaarse enclave Zoboralja.